# عسل بدیعی
عسل بدیعی (۱۹ اردیبهشت ۱۳۵۶ – ۱۲ فروردین ۱۳۹۲) بازیگر ایرانی بود. او فعالیت خود را با فیلم بودن یا نبودن (۱۳۷۷) آغاز کرد و مدتی بعد برای بازی در فیلم دست‌های آلوده (۱۳۷۸) نامزد دریافت جایزهٔ سیمرغ بلورین بهترین بازیگر نقش مکمل زن از جشنوارهٔ فیلم فجر شد.
بدیعی از ازدواجش با بازیگر فریبرز عرب‌نیا صاحب یک فرزند شده بود. او در ۳۵ سالگی درگذشت و بعد از مرگ، هفت عضو از بدن او اهدا شد.

## ابتدای زندگی و تحصیلات
عسل بدیعی در ۱۹ اردیبهشت ۱۳۵۶ در تهران به دنیا آمد. وی دانش‌آموخته علوم تغذیه از دانشگاه آزاد اسلامی است. فریبرز عرب‌نیا همسر پیشین وی بوده است.

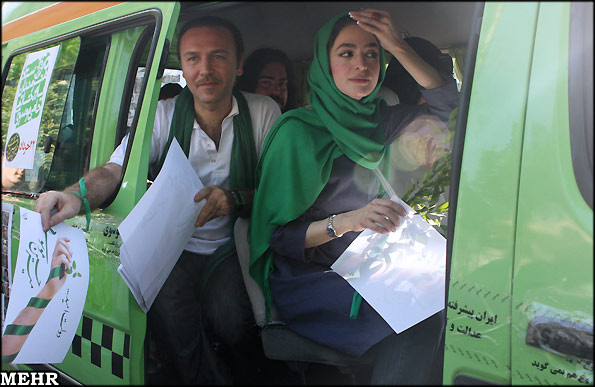
بدیعی و کیهان ملکی در زنجیره سبز حامیان میرحسین موسوی در خیابان ولیعصر تهران، خرداد ۱۳۸۸

وی فعالیت حرفه‌ای خود را از سینما و با فیلم بودن یا نبودن در سال ۱۳۷۵ آغاز کرد. او در انتخابات ریاست جمهوری ایران سال ۸۸، از طرفداران میرحسین موسوی بود.

## فعالیت هنری
وی در اولین فیلم خود با نام بودن یا نبودن در نقش دختری ایفای نقش می‌کند که با کمک قلبی که از یک پسر جوان دچار مرگ مغزی به او پیوند زده می‌شود از مرگ نجات می‌یابد. حضور موفقش در این فیلم به حدی تأثیرگذار بود که تمامی اهالی سینما معتقد بودند که یک ستاره جدید در سینما ظهور کرده است. فیلم بعدی‌اش، دست‌های آلوده به کارگردانی سیروس الوند بود که در آن، در کنار ستاره‌های مشهور سینمای ایران یعنی هدیه تهرانی، امین حیایی و ابوالفضل پورعرب ایفای نقش می‌کرد. همچنین وی در یکی از آخرین کارهای خود در تله‌فیلمی با نام «به سلامت بانو» در نقش زنی به ایفای نقش پرداخت که دچار بیماری غیرقابل درمانی شده و تنها سه هفته بیشتر از عمرش باقی نمانده است.

## درگذشت

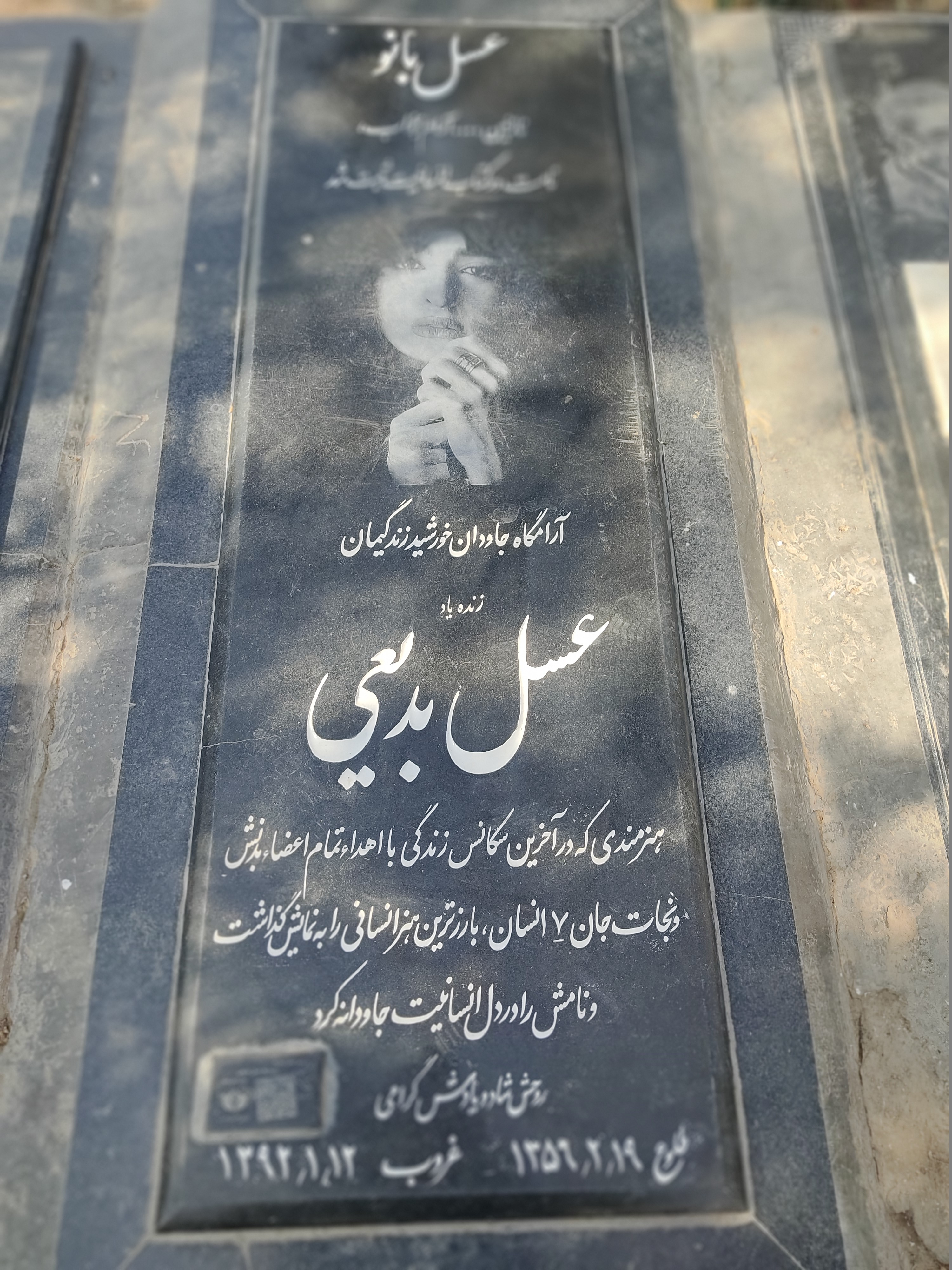
آرامگاه عسل بدیعی در قطعه هنرمندان بهشت زهرا

وی در تاریخ ۱۱ فروردین ۱۳۹۲ به حالت کما رفت و پس از انتقال به بیمارستان لقمان در روز ۱۲ فروردین (۱ آوریل ۲۰۱۳) دچار مرگ مغزی شد، در گزارش‌های اولیه خبرگزاری‌ها در مورد علت مرگ به مواردی همچون مسمومیت شدید دارویی، ایست قلبی و مشکلات تنفسی اشاره شده بود. در واکنش به این اخبار رضا داوودنژاد همسر خواهر عسل بدیعی، مسمومیت دارویی را شایعه دانست و مشکل قلبی ناشی از دشواری تنفسی و در نهایت مرگ مغزی را سبب مرگ وی اعلام کرد اما هشت سال بعد از این ماجرا وی در برنامه تلویزیونی دلیل مرگ او را «قصور پزشکی» عنوان کرد که «تمام مدارکش اثبات شده است». در نهایت در روز ۱۳ فروردین پزشک وی علت مرگ مغزی را پارگی عروق مغزی و به دنبال آن خونریزی مغزی و ایست تنفسی عنوان کرد. دکتر سهرابی اعلام کرد که پس از بررسی‌های پزشکی، مشخص شده ضایعه نخاعی در پشت گردن باعث مرگ مغزی وی گردیده است. همچنین اعلام شد طبق موافقت خانواده وی و هم چنین میل باطنی وی و در خواستش برای اهدای اعضایش همهٔ اعضای داخلی از جمله کلیه، کبد، قلب و ریهٔ وی اهدا خواهد شد.
بنابر گفته رضا داوودنژاد ریه، قلب، دو کلیه و کبد وی در طی روزهای ۱۴ و ۱۵ فروردین به بیماران نیازمند پیوند زده شد. پیکر عسل بدیعی هجده فروردین از روبه‌روی تالار وحدت به سمت بهشت زهرا تشییع شد و در قطعه هنرمندان به خاک سپرده شد.
ترانه‌ای نیز با نام «روزهای بی عسل» با صدای امیرمسعود و دکلمهٔ مریم حیدرزاده منتشر شده است.

## جوایز و افتخارات
- کاندید سیمرغ بلورین بهترین بازیگر نقش مکمل زن در فیلم دست‌های آلوده دوره هجدهم جشنواره فیلم فجر (مپیشینه سینمای ایران) سال ۱۳۷۸

## فیلم‌شناسی

### سینمایی
- (۱۳۸۷) شیرین (عباس کیارستمی)
- (۱۳۸۶) هم‌خانه (فیلم) (مهرداد فرید)[۲۴]
- (۱۳۸۵) سربلند (سعید تهرانی)
- (۱۳۸۴) پروانه‌ای در مه (محمدجواد کاسه‌ساز)
- (۱۳۸۲) شمعی در باد (پوران درخشنده)
- (۱۳۷۹) از صمیم قلب (بهرام کاظمی)
- (۱۳۷۹) هفت پرده (فرزاد مؤتمن)
- (۱۳۷۸) دست‌های آلوده (سیروس الوند)
- (۱۳۷۷) بودن یا نبودن (کیانوش عیاری)

#### فیلم تلویزیونی
- نیلا زنده است[۲۵]
- به سلامت بانو (۱۳۹۱)
- خانه پدرم (۱۳۹۱)
- بلوتوث‌تو روشن کن (۱۳۹۰)
- نامه‌ای به خواهرم (۱۳۹۰)[۲۶]
- راه رفتن روی خطوط (۱۳۸۹)
- روز هشتم (۱۳۸۸)
- در فلق بود (۱۳۸۸)[۲۷]
- قفل یعنی کلید (۱۳۸۷)
- مرد زیبا (۱۳۸۷)
- آبی گاهی آسمان (۱۳۸۶)
- اکباتان (۱۳۸۶)
- مزد عشق (۱۳۸۶)[۲۸]

#### مجموعه تلویزیونی
- ششمین نفر (۱۳۹۰)
- زمین انسان‌ها (۱۳۸۹)[۲۹]
- تا صبح (۱۳۸۵)،[۳۰]

#### فیلم کوتاه
- اصغر پیکان، همسرش و زندگی کمی غیرعادی تر (۱۳۸۸)،[۳۱] کارگردان: هومن سیدی
- من تنها (۱۳۸۴)،[۳۲] کارگردان: شبنم قلی خانی
- آخرین ساعات زندگی یک مرد معمولی[۳۲]